# アントネッラ・ブラガリア
アントネッラ・ブラガリア（Antonella Bragaglia、女性、1973年2月4日 - ）はイタリアの元女子バレーボール選手。現役時代のポジションはミドルブロッカー。元バレーボールイタリア女子代表。

## 来歴
- クラブチーム

1989年、Modena Volleyへ入団しバレーボール選手としてのキャリアをスタートさせる。1990/91シーズンはイタリアセリエA1で4位となる。1993年、当時セリエA2だったバレー・ベルガモに移籍。中心選手として活躍し、セリアA1昇格に導き、1995/96シーズンからはリーグ4連覇に大きく貢献した。2000年、Ain Napoliへ移籍し2シーズン活躍した。2004年、セリエA2のSocietà Sacrata Pallavoloへ入団し2シーズンプレーした。2007年、Pallavolo Voltaで3シーズンプレーした。2010/11シーズンをもって現役を引退した。
- 代表チーム

アンダーカテゴリーの代表として1990年にジュニア欧州選手権で4位となった。1994年、シニアのイタリア代表に初選出され同年の世界選手権に出場した。1998年の世界選手権では5位となった。1999年、地元開催された欧州選手権で銅メダルを獲得した。同年11月のワールドカップに出場した。2000年、シドニー五輪世界最終予選ではベストブロッカー部門1位となる働きでイタリア女子初の五輪出場権獲得に大きく貢献した。同年、シドニー五輪に出場した。

## 球歴
- オリンピック - 2000年
- 世界選手権 - 1994年、1998年
- ワールドカップ - 1999年
- 欧州選手権 - 1995年、1997年、1999年

## 所属クラブ
- Modena Volley（1989-1992年）
- バレー・ベルガモ（1993-1999年）
- Ain Napoli（1999-2001年）
- Pieralisi Jesi（2001-2002年）
- Pallavolo Palermo（2002-2003年）
- Società Sacrata Pallavolo（2004-2006年）
- Brunelli Volley（2006-2007年）
- Pallavolo Volta（2007-2010年）
- RDM Pomezia（2010-2011年）